# Peruanische Meisterschaft im Straßenrennen (Männer)

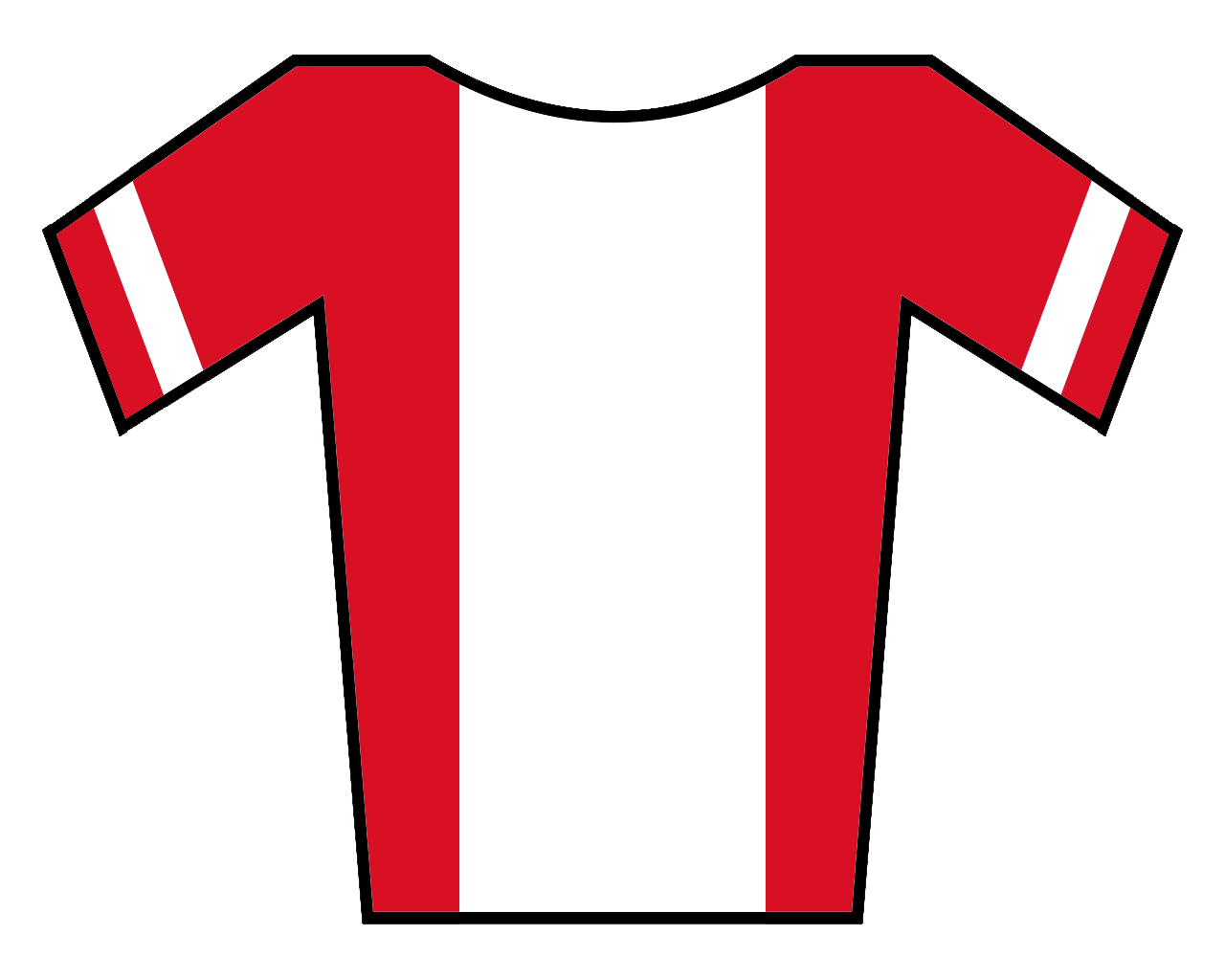
Meistertrikot Peru

Die Peruanische Meisterschaft im Straßenrennen der Männer ist ein jährlich ausgetragener Wettbewerb im Straßenradsport, der als Eintagesrennen ausgefahren wird. Ausrichter ist der peruanische Radsportverband (Federación Deportiva Peruana de Ciclismo). Die Sieger erhalten jeweils ein Meistertrikot in den Landesfarben.

## Sieger
| - 1999 Alan Huachamber - 2000 José Reynoso - 2001 Cristian Arias - 2002 José Reynoso - 2003 Percy Ossco - 2004 nicht ausgetragen - 2005 José Valverde - 2006 Leonardo Choque - 2007 Jorge Bustamante - 2008 Hugo Mochica - 2009 Silvio Ancco - 2010 Jorge Quispe | - 2011 Jesus Nakada - 2012 Royner Navarro - 2013 Cesar Mucha - 2014 Alonso Gamero - 2015 Alain Quispe - 2016 Cesar Garate - 2017 Alonso Gamero - 2018 Alonso Gamero - 2019 Royner Navarro - 2020 nicht ausgetragen - 2021 Robinson Ruiz - 2022 Royner Navarro - 2023 Robinson Ruiz - 2024 Jonel Carcueva |